# Mendelévium
A mendelévium a periódusos rendszer egyik kémiai eleme. Vegyjele Md, rendszáma 101. Nevét Dmitrij Ivanovics Mengyelejev kémikusról, a periódusos rendszer megalkotójáról kapta. Moláris tömege 258 g/mol. Albert Ghiorso(en), Glenn T. Seaborg és munkatársai állították elő 1955-ben. Az einsteinium alfa-részecskékkel való bombázása során jött létre. Tizenhét izotópja ismert. Legstabilabb izotópja a 258Md, amelynek felezési ideje 51 nap, leginstabilabb a 256Md (felezési ideje 1,17 óra), mégis ezt állítják elő, és használják a leggyakrabban a kémiában, mert nagyobb mennyiségben előállítható.